# Lycopersicon chmielewskii
Lycopersicon chmielewskii là loài thực vật có hoa trong họ Cà. Loài này được C.M. Rick, E. Kesicki, J. F. Forbes, & M. Holle mô tả khoa học đầu tiên năm 1976.